# NGC 5512
NGC 5512 este o liner situată în constelația Boarul. A fost descoperită în 2 mai 1785 de către Édouard Stephan⁠(d).